# Нугуш (річка)

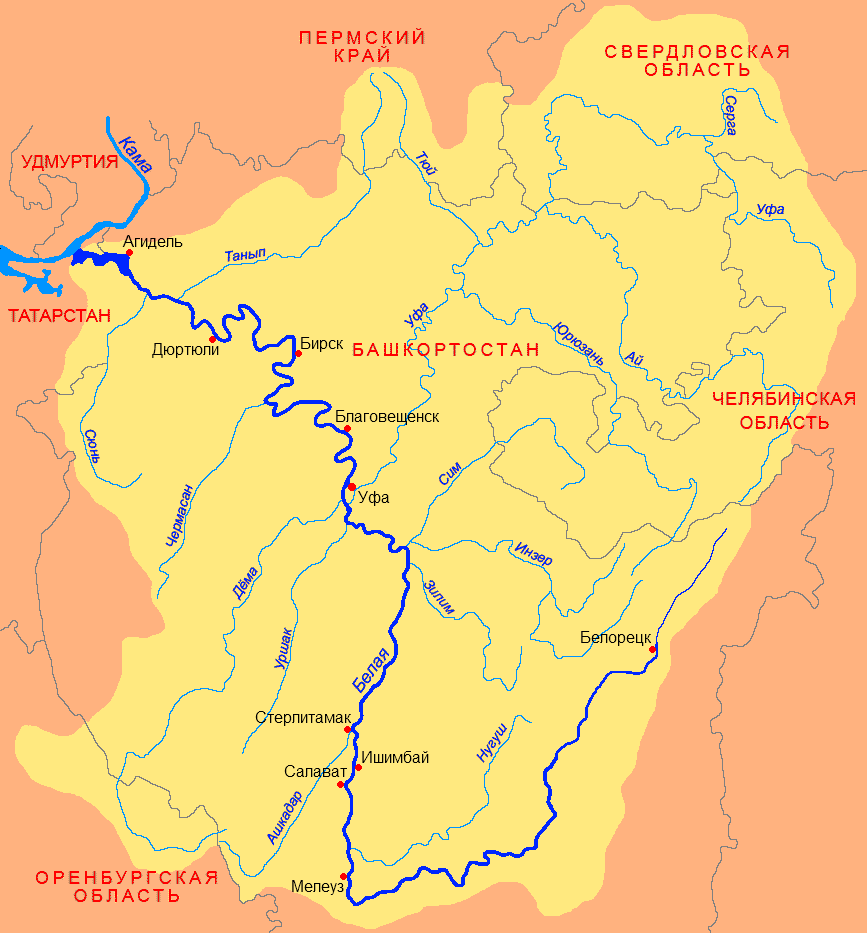
Басейн Білої

Нугуш (башк. Нөгөш, рос. Нугуш) — річка в Башкортостані, права притока річки Білої. Довжина становить 235 км.
Нугуш бере початок в хребті Юрматау та проходить через Південноуральські гори. Живлення річки переважно снігове; замерзає, як правило, в першій половині листопада, розмерзається — в другій половині квітня.
Нугуш вважається річкою з найшвидшою течією в Башкортостані. Популярними є сплави по Нугушу. Маршрут річки пролягає серед гірської місцевості. Крім того, на шляху зустрічаються визначні природні пам'ятки, як водоспад Куперля та каньйон П'ятилистник.

## Назва
В перекладі з башкирської мови Нугуш — «чиста вода».

Нугушське водосховище
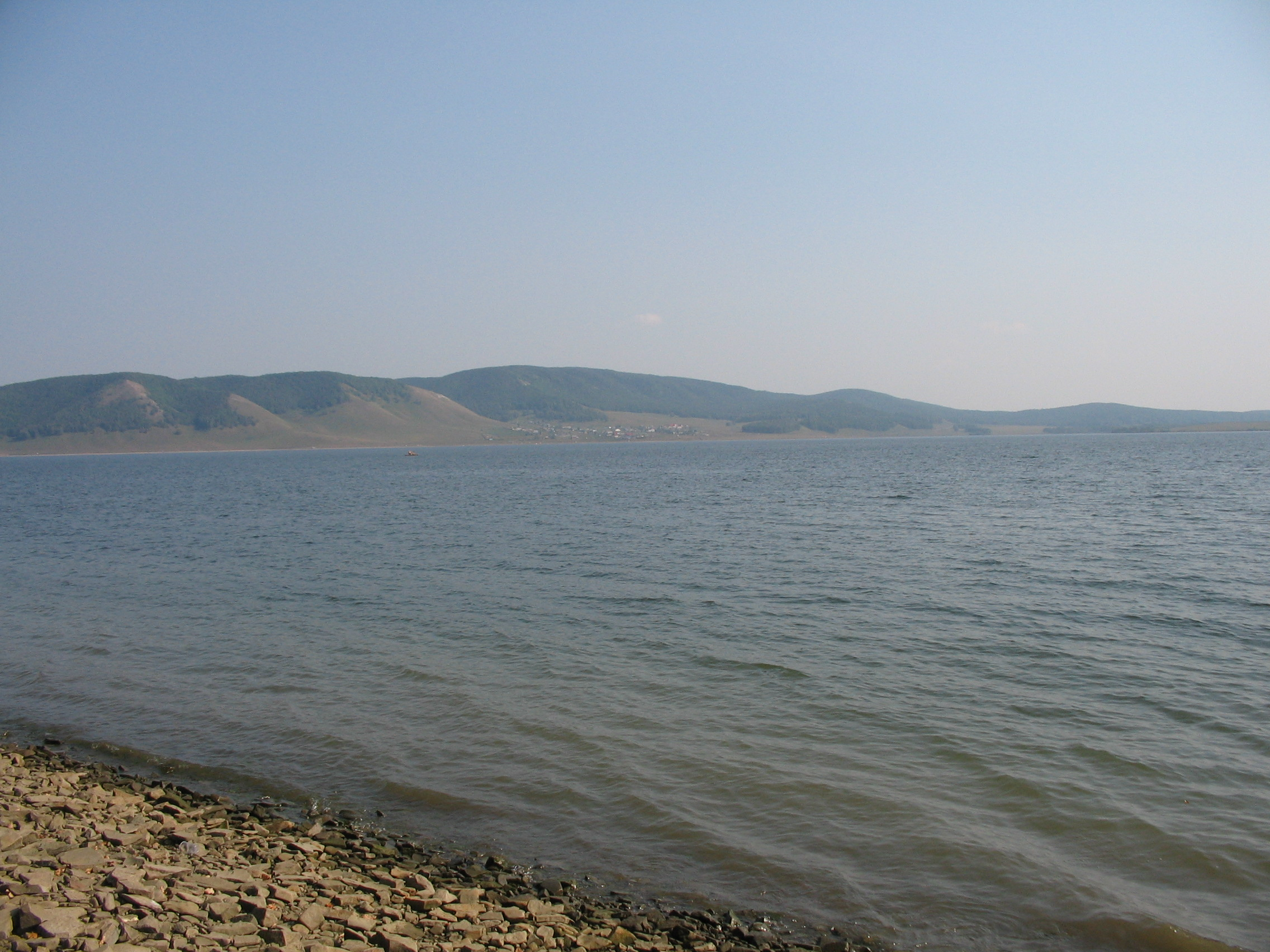
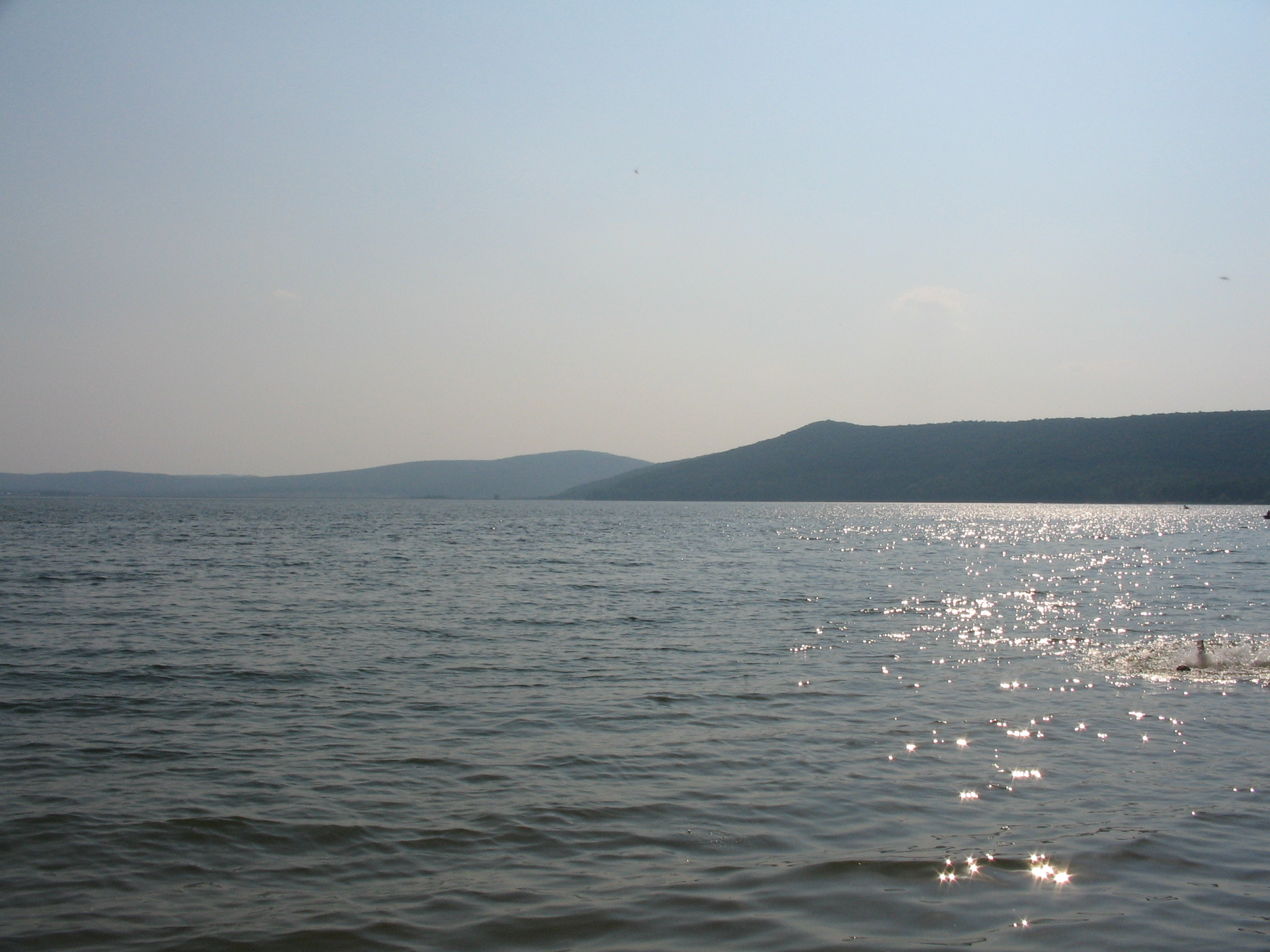
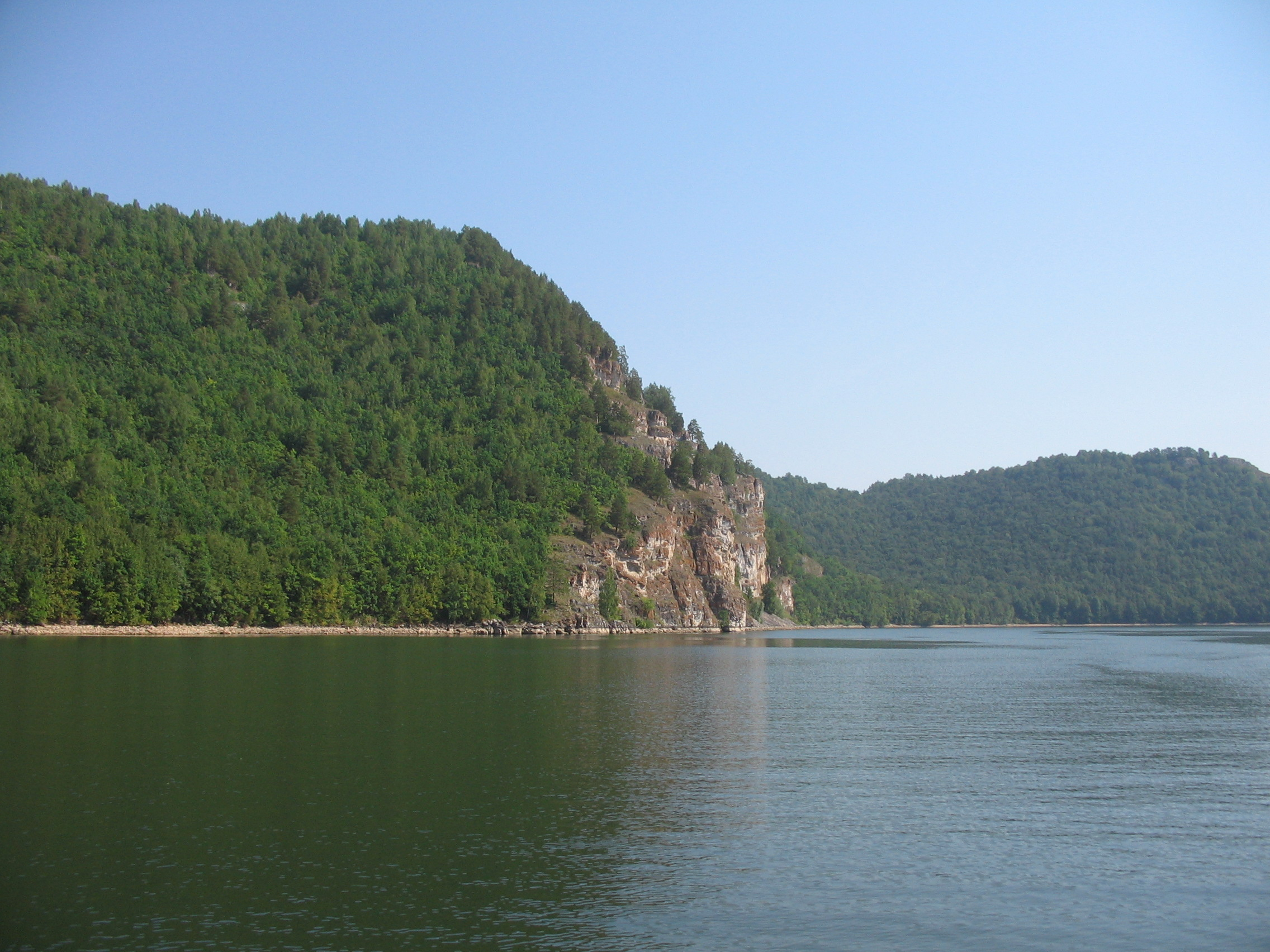
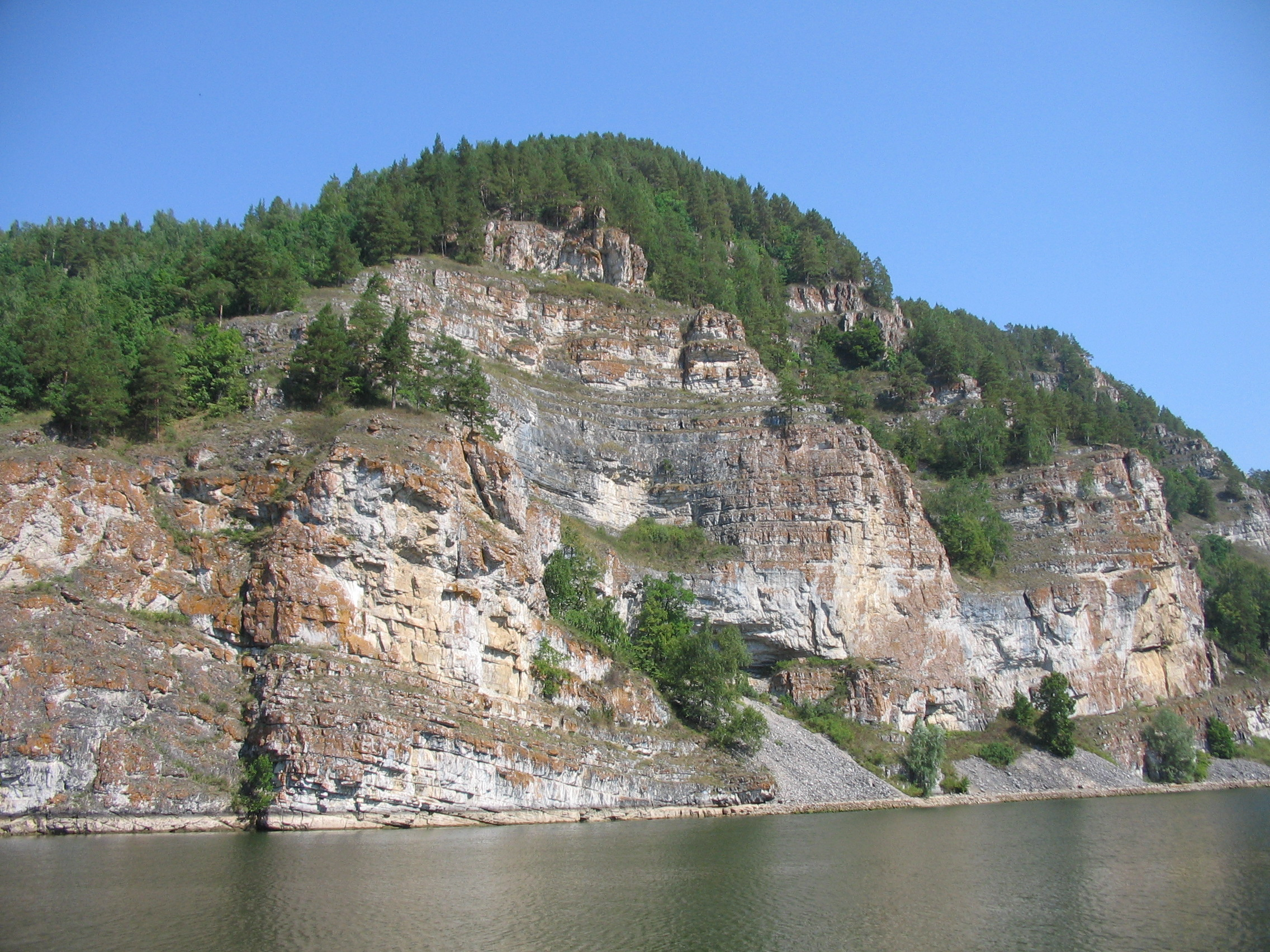
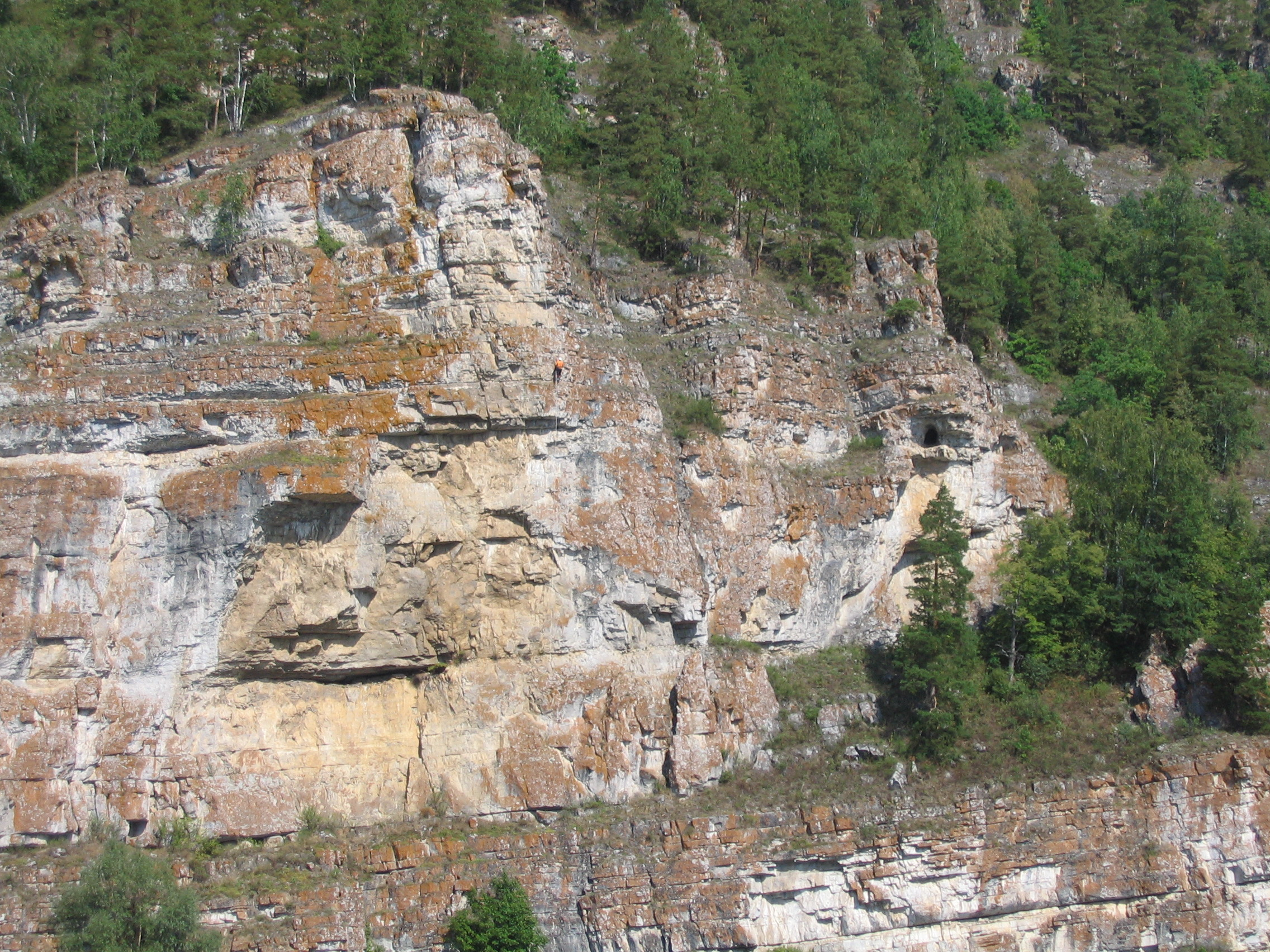